# Максим Ілляшенко
Макси́м Рома́нович Ілляше́нко (1630-ті — не пізніше 1698) — український військовик доби Гетьманщини, лубенський полковник (1676-1687).

## Походження
Батьків звали Роман і Зиновія (за даними з синодиків). За версією історика В. Кривошеї, на Лівобережжя перейшов із Корсунського полку, походив зі старовинної козацької родини. У Реєстрі 1649 зафіксований козак Першої Корсунської полкової (Богуславської) сотні Роман Іллюшенко — ймовірно, батько Максима. Водночас, у тому ж Реєстрі у Другій Полтавській полковій сотні — козак Максим Ілляшенко. Дослідник С. Коваленко ототожнює його з майбутнім лубенським полковником.

## Життєпис
1660 року згаданий як козак села Коровинці Роменської сотні Лубенського полку. У 1669 — сотник Роменської сотні, очолював підрозділ у боях проти військ «сіверського гетьмана» Д. Ігнатовича (Лубенський полк підтримував П. Дорошенка). Після приєднання Лубенщини до Гетьманату Ігнатовича зберіг сотницький уряд.
1672 підтримав змову проти лівобережного гетьмана. У червні підписався під Конотопськими статтями з московським урядом як роменський сотник. У тому ж місяці деякий час очолював полк, найімовірніше — як наказний полковник. 28 червня 1672 видав охоронний універсал для ремісників Мгарського монастиря.
У травні 1676 обраний повним лубенським полковником замість загиблого у бою під Уманню Івана Сербина. Цьому сприяв шлюб доньки Марії з племінником гетьмана Івана Самойловича Михайлом. Командуючи полком, відзначився у боях під час Чигиринських походів у 1677-1678 роках. У січні 1679 разом із компанійцями відбив наступ сил Юр. Хмельницького на територію Лубенського полку. У лютому 1680 спільно з Іл. Новицьким розбив загін кримських татар, що діяв між Пслом і Хоролом.
Після Великого згону на півдні Лубенського полку було багато переселенців із Правобережжя. Полковник побоювався їхнього згуртування та перетворення у серйозну силу. У листопаді 1679 Ілляшенко заборонив правобережцям будувати фортецю у Чигирин-Діброві, переселяв їх у Лубни та Лукомль.
Активно протегував Мгарському монастирю. 11 жовтня 1677 надав обителі у володіння село Піски у Другій полковій сотні. 28 січня 1678 підтвердив право монастиря на володіння ґрунтами на Сліпороді. 19 жовтня того ж року заборонив полковій, сотенній і городовій старшині залучати монастирських підданих до робіт. 21 жовтня 1680 заборонив ловити рибу у володіннях Мгарського монастиря, зокрема, в Сулі та її притоці Булатці.
Переважна більшість універсалів і листів були писані в Ромнах, це місто стало фактичною резиденцією лубенського полковника. 1682 Ілляшенко придбав млин поблизу Ромнів у ігумена Свято-Іллінського монастиря в Чернігові Зосими. Також володів перевозом і млином поблизу Пирятина. 7 березня 1679 своїм універсалом дозволив полковому осавулу Леонтію Свічці збудувати млин на гатці у Дейманівці у Другій Пирятинській сотні. 6 грудня 1685 передав у володіння Свічці греблю біля села Повстин на Удаї та дозволив побудувати поруч млина.
Брав участь у Кримському поході 1687. Під час Коломацького перевороту був усунений від полковництва як близький прибічник Ів. Самойловича. Пірнач дістався Григорію Гамалії. Донька і зять Ілляшенка потрапили у заслання. Сам колишній полковник більше не обіймав жодних старшинських посад, натомість дістав чин значного військового товариша.
1689 отримує від гетьмана Івана Мазепи універсал на володіння селом Коровинцями за військові заслуги під час Чигиринських походів. 20 вересня 1690 отримав царську грамоту на підтвердження володіння маєтком. Дата смерті невідома. В універсалі Мазепи від 22 січня 1699 згаданий як небіжчик.

## Листування з Іллею Новицьким

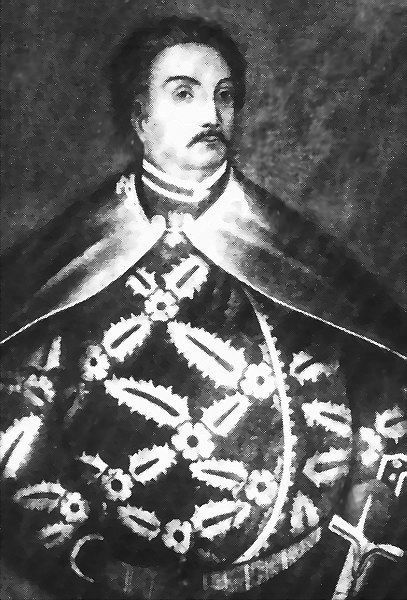
Компанійський полковник Ілля Новицький

В Інституті рукопису НБУВ зберігається архів компанійського полковника Іллі Новицького, що, зокрема, містить листи, адресовані полковнику. Максим Ілляшенко був найактивнішим кореспондентом Новицького після гетьманів. Всього збереглося 49 листів, які лубенський полковник надіслав своєму товаришу, написаних між 1676 і 1689 роками.
Тематично найбільше листів стосуються питань, пов'язаних з утриманням компанійців, які були розквартировані на території Лубенського полку, — забезпечення їх провіантом, сіном, дровами. Про це йдеться у листах №№ 11, 13, 14, 17, 19, 24, 30, 33-35, 40, 42, 46-47. Також багато коресподенції стосується скарг козаків Лубенського полку на свавілля компанійців (листи №№ 3-5, 9, 23, 32, 36, 39). Водночас, у листі №25 від 12 березня 1682 йдеться навпаки, про злочин лукомського сотника Барабашенка, який вкрав коня у компанійця Миколи Сербина. Полковники, що часто проводили спільні військові операції, також активно обмінювалися розвідувальними даними (листи №№ 2, 8, 10, 15). Обговорювали і події, що викликали резонанс у той час, зокрема, у листі №38 від 12 серпня 1685 Ілляшенко висловлює жаль через смерть гетьманича Семена Самойловича.
Цікаві і приватні листи, що розкривають характер взаємин у середовищі козацької еліти. Так, у листі №6 від 20 січня 1680 Ілляшенко просить вибачення у Новицького за те, що не запросив його на весілля своєї доньки у Лохвицю, та запрошує компанійського полковника приїхати до нього додому на «весільний акт». У листі №12 від 24 січня 1681 лубенський полковник виправдовується за нібито завдану Новицькому образу на «погулянні»  у Мгарському монастирі та пояснює це наклепом недоброзичливців:
| Мосци пане полковнику комонный, мні велце мосци пане ласкавий пріятелю и брате! Скоро за прибытем пана писара нашого полкового ку Лубням, так ораз докладает мні тое, же ваша милость, мой мосци пан и брат барзо естес на мене жалосным. Якобы зас под час бытности нашой в монастыру неслушными словами вашей милости, моего мосци пана и брата, мів обносити и дорекати. И то Богом моим свідчуся, же з нас такиі плонныі слова на вашей милости, моего мосци пана, не могли выходити. Хтос то завидуючи любові вашой братерской и хотячи оную розервати, опачне вашей милости, моему мосци пану и брату, мене удав, так розумію. Если бы там о нашом погуляню мів счож колвек неслушного на вашей милости мовити, теды бы який же колвек товариш ваш мог бы ся тому приглядіти, але то истинную самую правду пишу, же того неслушного не вымовлялем, але и на умысли не мілем. А так цілком, як прежних часов была наша нерозервана братерская любов, а однак и тепер миле жадаю собі и стараюся о тое, жебы наша приязнь не была розірвана. И даст Бог очевисто обачимося з вашей милостю, моим мосци паном и братом. |
У листі №16 від 11 березня того ж року Ілляшенко сповіщає Новицького про надсилання йому дарунку — «ситниц двадцет, селедцов двадцет и барилце пива». У листі №26 від 10 квітня 1682 висловлює побажання разом відсвяткувати Великдень у Батурині.

## Родина
Про дружину відомостей немає, можливо, її звали Дарією. Мав сина Остапа та п'ятьох доньок.
- Донька Фросина — дружина Остапа Ласченка, значного військового товариша Лубенського полку, засновника козацько-старшинського роду Ласкевичів;
- Донька Марія (? — 1688) — дружина гадяцького полковника Михайла Самойловича, племінника гетьмана. Померла на засланні у Москві, похована на Новодівичому цвинтарі;
- Донька Варвара — дружина лубенського полкового обозного Івана Сохацького[10].

Збереглися два синодики, в яких записаний рід Максима Ілляшенка. Один — у Києво-Микільському, інший — Межигірському Спасо-Преображенському монастирі.